# Campeonato nacional de Estados Unidos 1903
Lista de los campeones del Campeonato nacional de Estados Unidos de 1903:

## Senior

### Individuales masculinos
Laurence Doherty vence a  William Larned, 6–0, 6–3, 10–8

### Individuales femeninos
Elisabeth Moore vence a  Marion Jones, 7–5, 8–6

### Dobles masculinos
Reginald Doherty /  Laurence Doherty vencen a  Kreigh Collins /  Harry Wainder, 7–5, 6–3, 6–3

### Dobles femeninos
Elisabeth Moore /  Carrie Neely vencen a  Miriam Hall /  Marion Jones, 4–6, 6–1, 6–1

### Dobles mixto
Helen Chapman /  Harry Allen vencen a  Carrie Neely /  W. H. Rowland, 6–4, 7–5
| Predecesor: 1902                         | Campeonato nacional de Estados Unidos 1903 | Sucesor: 1904                         |
| Predecesor: Campeonato de Wimbledon 1903 | Grand Slam 1903                            | Sucesor: Campeonato de Wimbledon 1904 |

- Datos: Q2410888